# Картуков, Иван Иванович
Иван Иванович Картуков (1904—1991) — советский конструктор бортовых систем для авиации и космоса, лауреат Сталинской, Ленинской и Государственной премий СССР.

## Биография
Родился 27 (13) октября 1904 года в Орле.
С 11-летнего возраста работал на снарядном заводе подручным слесаря.
В 1920 г. добровольцем вступил в РККА, окончил кавалерийские курсы, служил в летучем отряде особого назначения Орловско-Витебской железной дороги. Затем работал слесарем на машиностроительный завод имени Медведева.
В 1926 году откомандирован в Ленинград на учебу на рабфаке, после его окончания получил направление в МВТУ им. Н. Э. Баумана (механический факультет).
Учебу совмещал с работой в ЦАГИ (1931—1933) и на заводе № 39 НКАП (ОКБ Ильюшина) в должности конструктора по авиавооружению. Окончил вуз в 1933 г.
В 1936 году по рекомендации С. В. Ильюшина и А. Н. Туполева назначен главным конструктором по авиавооружению нового специализированного ОКБ на заводе № 145 имени С. М. Кирова.
Занимался разработкой специальных вооружений самолетов: выливных авиационных приборов, универсальных химических приборов, кассет для авиационных бомб.
21 сентября 1940 года специальным указом в числе 25 лучших специалистов авиационной промышленности без защиты диссертации присвоена учёная степень кандидата технических наук.
С начала 1950-х по 1986 год главный конструктор КБ-2 Завода № 81 (НИИ-125).
В 1950-е годы КБ-2 вело разработку пороховых реактивных двигателей для ракет класса «воздух-воздух», «воздух-земля», «берег-корабль» и «корабль-корабль», а также двигателей первых ступеней зенитных управляемых ракет. В дальнейшем были созданы новые средства спасения экипажей самолетов, космических кораблей, а также мягкой посадки спускаемых аппаратов.
В 1960 годах НИИ-125 участвовало в создании стартовых двигателей для ракет, разрабатываемых в КБ П. Д. Грушина для зенитных комплексов С-75 и С-125.
С 1986 года на пенсии. Умер 22 июня 1991 года. Похоронен на Троекуровском кладбище.

## Награды
- Сталинская премия III степени (10 апреля) — за разработку нового типа авиавооружения
- Ленинская премия (1965) — за участие в создании головной атомной подводной лодки проекта 658 с баллистическими ракетами на борту
- Государственная премия СССР (1985)
- Награждён двумя орденами Ленина, орденами «Знак Почета», Октябрьской Революции, Трудового Красного Знамени, медалями «За оборону Москвы» и «За доблестный труд к 100-летию В. И. Ленина»
- орден Красной Звезды (04.11.1940) — «за достижения в создании и освоении новых винтов, радиаторов, приборов и агрегатов для Красного Воздушного Флота»

## Память
- Именем Картукова названо АО «Машиностроительное конструкторское бюро „Искра“ имени Ивана Ивановича Картукова» (Москва)
- В честь Картукова названа одна из улиц в Советском районе Орла